# Бадамян, Сурен Мирзоевич
Сурен Мирзоевич Бадамян — советский хозяйственный, государственный и политический деятель.

## Биография
Родился в 1895 году. Член КПСС с 1918 года.
С 1919 года — на хозяйственной, общественной и политической работе. В 1919—1956 гг. — участник становления советской власти в Закавказье, заведующий военным отделом Бакинского горкома РКП(б), заместитель начальника Управления Муганского мелиоративного строительства, ответственный работник Азербайджанского республиканского Союза сельскохозяйственных кооперативов, председатель Исполнительного комитета Совета Автономной области Нагорного Карабаха, репрессирован, освобождён, советский работник в Азербайджанской ССР.
Умер в Баку в 1980 году.